# 第36回主要国首脳会議
第36回主要国首脳会議（だい36かいしゅようこくしゅのうかいぎ、英語：36th G8 Summit）は、2010年にカナダのオンタリオ州マスコーカ地域（日本ではムスコカと呼ばれている）のハンツビルで開催された主要国首脳会議。別称はムスコカ・サミット。

## 参加各国首脳
☆はＧ８初参加の首脳
- スティーヴン・ハーパー（議長・カナダ首相）
- ニコラ・サルコジ（フランス共和国大統領）
- バラク・オバマ（アメリカ合衆国大統領）
- ☆  デーヴィッド・キャメロン（イギリス首相）
- アンゲラ・メルケル（ドイツ連邦首相）
- ☆  菅直人（日本国内閣総理大臣）
- シルヴィオ・ベルルスコーニ（イタリア閣僚評議会議長）
- ドミートリー・メドヴェージェフ（ロシア連邦大統領）
- ジョゼ・マヌエル・ドゥラン・バローゾ（欧州委員会委員長）

## 主な議論のテーマなど
財政、成長が焦点
- 北朝鮮の核問題/イランの核開発問題
- 途上国への開発支援
- 韓国哨戒艦沈没問題